# Lockarps landskommun
Lockarps landskommun var en tidigare kommun i dåvarande Malmöhus län.

## Administrativ historik
Kommunen bildades i Lockarps socken i Oxie härad i Skåne när 1862 års kommunalförordningar trädde i kraft. 
Vid kommunreformen 1952 uppgick kommunen i Oxie landskommun som 1967 uppgick i Malmö stad som 1971 ombildades till Malmö kommun.